# Pedro Briceño Méndez
Pedro Briceño Méndez est l'une des quatre paroisses civiles de la municipalité d'Ezequiel Zamora dans l'État de Barinas au Venezuela. Sa capitale est Capitanejo. En 2018, sa population s'élève à 6 169 habitants.

## Géographie

### Démographie
Hormis sa capitale Capitanejo, la paroisse civile comporte plusieurs localités, dont :
- Bajos de Quiu
- Camelejo
  - Camelejo del Este
  - Camelejo del Norte
  - Camelejo del Oeste
  - Camelejo del Sur
- Caparo Norte
- Capitanejo
- Costa del Caparo
- El Campamento
  - El Campamento Medio
  - El Campamento Norte
  - El Campamento Sur
- La J-1
- La J-2
- La J-3
- Parcelamiento Capitanejo Central
  - Parcelamiento Capitanejo Central Norte
  - Parcelamiento Capitanejo Central Sur
- Parcelamiento Capitanejo Occidental Norte
- Parcelamiento Capitanejo Oriental
  - Parcelamiento Capitanejo Oriental Central
  - Parcelamiento Capitanejo Oriental Norte
  - Parcelamiento Capitanejo Oriental Sur
- Quiu
  - Quiu del Este
  - Quiu del Sur